# Torneo de Mallorca 2017
El  Mallorca Open 2017 fue un torneo de tenis femenino jugado al aire libre en hierba. Fue la segunda edición del evento. Se llevó a cabo en el Club de tenis de Santa Ponsa, en Calviá, Mallorca, España, entre el 19 y el 25 de junio de 2017.

## Cabezas de serie

### Individuales femenino
| Tenista                   | Ranking | Preclasificada |
| Anastasiya Pavliuchenkova | 18      | 1              |
| Anastasija Sevastova      | 19      | 2              |
| Caroline Garcia           | 21      | 3              |
| Carla Suárez              | 23      | 4              |
| Kiki Bertens              | 27      | 5              |
| Roberta Vinci             | 32      | 6              |
| Ana Konjuh                | 33      | 7              |
| Tímea Babos               | 36      | 8              |

- Ranking del 12 de junio de 2016

### Dobles femenino
| Tenista                            | Ranking | Preclasificada |
| Yung-Jan Chan Martina Hingis       |         | 1              |
| Tímea Babos Andrea Hlaváčková      |         | 2              |
| Anna-Lena Grönefeld Květa Peschke  |         | 3              |
| Andreja Klepač María José Martínez |         | 4              |

## Campeonas

### Individual femenino
Anastasija Sevastova venció a  Julia Goerges por 6-4, 3-6, 6-3

### Dobles femenino
Yung-Jan Chan /  Martina Hingis vencieron a  Jelena Janković /  Anastasija Sevastova por w/o